# Angiografía con fluoresceína

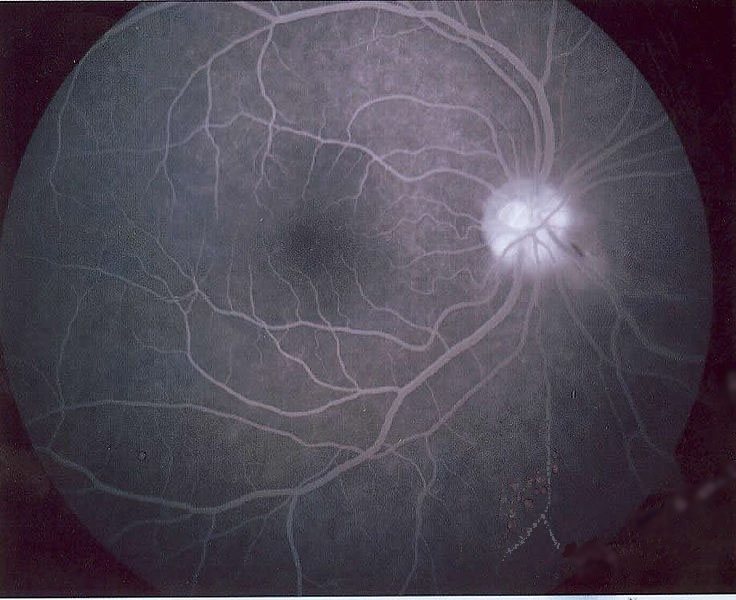
Angiografía con fluoresceína.

La angiografía con fluoresceína, también llamada angiofluoresceinografía, es un procedimiento clínico diagnóstico que se utiliza en medicina para el estudio de los vasos sanguíneos de la retina, la capa de tejido sensible a la luz que se encuentra en el interior del ojo gracias a la cual es posible la visión. También es eficaz en la detección de fugas o daños causados a los vasos sanguíneos que la nutren. Es una herramienta útil en el diagnóstico y seguimiento de las enfermedades vasculares.

## Descripción
Los principios básicos de la angiografía con fluoresceína se basan en la comprensión de la luminiscencia y de la fluorescencia. Consiste en la administración intravenosa del fluoresceína sódica, un colorante hidrocarburo cristalino de color rojo anaranjado de bajo peso molecular. Este se difunde con rapidez por la mayoría de los fluidos corporales a través de la coriocapilar y circula por el torrente sanguíneo. Cuando llega a los vasos de la retina emite una fosforescencia característica que se puede captar mediante unas cámaras especiales.  Las imágenes así obtenidas se imprimen en papel y permiten observar los vasos sanguíneos retinianos y comprobar si existen anomalías, como hemorragias, trombosis o embolias. El colorante absorbe la luz en el rango azul de longitudes de onda con un pico entre los 465 a 490nm y emite la luz entre los 500 y 600nm. Pese a que los espectros de emisión y absorción están bastante próximos, sólo es posible detectar las sustancias fluorescentes si se emplean los filtros de excitación y absorción adecuados.
Esta técnica  puede utilizarla  el oftalmólogo para el diagnóstico y valoración de múltiples enfermedades, como la retinopatía diabética, la degeneración macular asociada a la edad, el desprendimiento de retina ,  la retinosis pigmentaria o la oclusión de los vasos retinianos como ocurre en la embolia de la arteria central de la retina y en la trombosis de la vena central de la retina.

## Fases
1. Coroidea  (pre-arterial):  se produce 8 a 12 segundos después de la administración del contraste, y se caracteriza por un relleno parcheado de la coroides debido a la extravasación de la fluoresceína a través de los coriocapilares fenestrados.
2. Arterial: se observa el llenado de las arterias y la continuación del llenado coroideo.
3. Arteriovenosa  (capilar): muestra el llenado completo de las arterias y de los capilares, así como un flujo temprano laminar hacia las venas. El llenado coroideo continua y la fluorescencia de fondo de incrementa a medida que sigue el flujo desde los capilares de la coroides hacia el espacio extravascular.
4. Venosa: En la fase precoz se observa el llenado de las arterias y capilares completo así como el flujo venoso laminar marcado. La fase media muestra el llenado de las venas casi completo. En la fase tardía se observa el llenado venoso completo con una concentración reducida de contraste en las arterias.
5. Tardía (eliminación): muestra los efectos de la recirculación, la dilución y la eliminación del contraste. Disminuye la intensidad de la fluorescencia.
6. La apariencia oscura de la fóvea está causada por:

a. Ausencia de vasos sanguíneos en la zona libre de vasos de la fóvea
b. Bloqueo de la fluorescencia coroidea de fondo por la densidad aumentada de pigmento xantófilo en la fóvea.
c. Bloqueo de la fluorescencia coroidea de fondo por las células del epitelio pigmentado retiniano de la fóvea. Estos son mayores y contienen más melanina que en otros sitios.

## Hallazgos anormales

### Hiperfluorescencia
El aumento de la fluorescencia se debe a la visualización aumentada de una densidad normal en el fondo de ojo o a un aumento del contenido de fluoresceína en los tejidos.
1. Defecto de transmisión:  la atrofia o la ausencia del EPR produce un defecto (ventana) de transmisión.
2. La acumulación de contraste es un espacio anatómico tiene lugar por la rotura de la barrera hematorretiniana externa.
3. La extravasación de contraste puede producirse a través de vasos coroideos alterados, como en el caso de neovascularización coroidea o rotura de la barrera hematorretiniana interna o por neovascularización retiniana como en la retinopatía diabética proliferativa.
4. La tinción de los tejidos se observa en la fase tardía de la angiografía. Son resultado de la retención prolongada de contraste (drusas, tejido fibroso).}

### Hipofluorescencia
La baja o ausencia de fluorescencia se puede deber a obstrucciones ópticas de la densidad normal de la fluoresceína, perfusión no adecuada que tiene como consecuencia un bajo contenido de fluoresceína.

## Efectos secundarios y complicaciones
Las reacciones adversas a la inyección intravenosa de fluoresceína pueden ir de leves a graves. Las reacciones leves son aquellas que presentan efectos transitorios que se resuelven por completo sin precisar ningún tratamiento, tales como náuseas y vómito. Las reacciones moderadas requieren intervención médica y en su mayoría se resuelven por completo, como son las tromboflebitis, prurito, urticaria, sincope, fiebre y necrosis tisular local, cambios de humor, desorientación.  Las reacciones graves precisan una intervención intensa y pueden tener una recuperación variable o resultan, en ocasiones, fatales, como es el caso del edema laríngeo, broncospasmo, anafilaxia, shock, infarto de miocardio, paro cardiorrespiratorio y convulsiones.